# Mariona Aupí
Mariona Aupí (Barcelona, 2 de noviembre de 1978) es una cantante, multiinstrumentista y compositora Española.

## Trayectoria
Mariona Aupí comenzó como cantante en el grupo Fang, con el que editó cuatro discos. En el 2000, el grupo fue considerado uno de los mejores de  pop rock de la escena independiente española y Mariona Aupí nombrada como una de las mejores voces, ganando varios premios como Villa de Bilbao, a la mejor formación de Pop Rock del estado español y el Altaveu Frontera, con la categoría de grupo revelación del año. Fang incluyó una canción de su segundo álbum en el filme de Jaume Balagueró, Los sin nombre una de las ganadoras del Festival de Cine Fantástico de Sitges del año 2000 y realizó el videoclip "My black dress" bajo la dirección del mismo director, que a la vez fue tráiler promocional de la película.
A finales del 2006, Mariona Aupí y el músico barcelonés Carlos Ann empiezan a componer un proyecto común Santa N, mientas tanto, colabora en distintos trabajos del polifacético músico y los directos en España, México y Guatemala.
En el 2009 se edita el disco Santa N (2009, Títere Records) con trece canciones, con un gran trabajo de composición y ejecución que van desde el tango a la música de tabernas, al bolero, a la canción francesa, con algunos sintetizadores de paso, este disco fue presentado en una gira por España y México. Este mismo año Santa N  aporta el tema “Sed de mal” en el recopilatorio homenaje a la desaparecida banda liderada por Adriá Puntí “Umpah Pah”. Forman también parte de este homenaje artistas como Enrique Bunbury y Love of Lesbian.
Para 2010 Mariona Aupí rindió homenaje al compositor mexicano Jose Alfredo Jiménez con un disco titulado "Brindando a José Alfredo Jiménez" junto a artistas como Andrés Calamaro, Enrique Bunbury, Javier Corcobado, Instituto Mexicano del Sonido, Tonino Carotone, Refree, Mercedes Ferrer, Twin Tones, Salev Setra y Monocordio. 
2013 fue el momento de "Criatura" un disco de tintes electrónicos y guitarras. También edita (junto con Carlos Ann) el disco "Gelman" un homenaje al desparecido poeta argentino Juan Gelman.
En 2017 presentó el disco "Le Monde" el cual ha sido alabado por la crítica como su mejor producción discográfica hasta el momento

## Formaciones
- Fang (Jaume García y Mariona Aupí)
- Santa N (Carlos Ann y Mariona Aupí)
- Mariona Aupí (Solista)

## Discografía y trabajos

### Álbumes
- My Weakpoint ( Fang, Mobydisc Records, 1997)
- My black dress (Fang, Mobydisc Records 1998 )
- Monsters (Fang, Mobydisc Records, 2001)
- Dos vidas (Fang, Satellite K, 2003)
- Santa N (con Carlos Ann, Títere Records, 2009)
- Criatura (Fluido Violeta, 2013)
- Gelman (con Carlos Ann, 2014)
- Le Monde (2017)

### Colaboraciones
- June or July - José Domingo (2007)
- Vámonos al mar - Carlos Ann (2012)
- Los ruidos - Salev Setra (2016)

### Recopilatorios en los que aparece
- Més Raons De Pes tributo a Umpah Pah (2009)
- Brindando a Jose Alfredo Jiménez tributo a Jose Alfredo Jiménez (2010)

### Videoclips
- Land of sins (con Fang, 1997)
- My Black Dress (con Fang, dirigido por Jaume Balagueró, 1999)
- Traje para un loco (con Fang, 2004)
- June or July (con José Domingo, dirigido por  Emmanuel Clemenceau, 2007)
- Todo para mi (Con Santa N, dirigido por Peinga Rayo, 2009)
- Con la mitad (2011)
- Pedralbes (dirigido por Peinga Rayo, 2013)
- Pasión Guiñolento (2014)
- Fiebre (Dirigido por Xavier Pérez, 2014)
- 3500 días (Dirigido por David Prudi, 2017)
- Maniobras surrealistas (Dirigido por Hector Zerkowitz, 2018)